# Calvin Grove
Calvin Grove est un boxeur américain né le 5 août 1962 à Coatesville, Pennsylvanie.

## Carrière
Passé professionnel en 1982, il devient champion des États-Unis des poids plumes en 1985 puis champion du monde IBF de la catégorie après sa victoire par arrêt de l'arbitre au 4e round contre Antonio Rivera le 23 janvier 1988 à Gamaches en Picardie. Grove domine ensuite Myron Taylor, le frère de Meldrick Taylor, à Atlantic City puis est à son tour battu par Jorge Páez le 4 août 1988. Il met un terme à sa carrière sportive en 1998 sur un bilan de 49 victoires et 10 défaites.